# The Destroyers of All
The Destroyers of All è il terzo album in studio del gruppo musicale Ulcerate, pubblicato il 2011.

## Tracce
Testi di Paul Kelland, musiche di Michael Hoggard and Jamie Saint Merat.
1. Burning Skies – 7:33
2. Dead Oceans – 7:01
3. Cold Becoming – 6:16
4. Beneath – 6:56
5. The Hollow Idols – 6:06
6. Omens – 8:26
7. The Destroyers of All – 10:30

Durata totale: 52:48

## Formazione
- Paul Kelland - voce, basso
- Michael Hoggard - chitarra
- Jamie Saint Merat - batteria